# Ewa Heine
Ewa Heine (ur. w Łodzi) – współczesna polska dziennikarka radiowa i krytyk teatralny.
Ukończyła studia na Wydziale Geodezji i Kartografii Politechniki Warszawskiej i dziennikarstwo. Od 1992 roku prowadzi w Polskim Radiu (Program I) program Notatnik Kulturalny, oraz nocne spotkania z pisarzami i inne programy. Była związana z programem Muzyka i aktualności.
Opracowała m.in. programy radiowe dotyczące siostry Blanki ze Zgromadzenia Sióstr Franciszkanek Służebnic Krzyża i programy dotyczące Marii Fołtyn. Jest związana z duszpasterstwem środowisk twórczych oraz Towarzystwa im. Stanisława ze Skarbimierza. Jest członkiem sekcji krytyków teatralnych ZASP.
Jest córką Sergiusza Heine.